# 천국의 비밀
"천국의 비밀"(天國의 비밀)은 한국에서 제작된 홍의봉 감독의 1989년 드라마 영화이다. 한인수 등이 주연으로 출연하였고 리홍만 등이 제작에 참여하였다.

## 출연

### 주연
- 한인수
- 이성희

### 조연
- 김석옥

## 기타
- 조명: 신학성